# Galgenkopf (Naturschutzgebiet)
Koordinaten: 50° 43′ 20″ N, 7° 57′ 17″ O

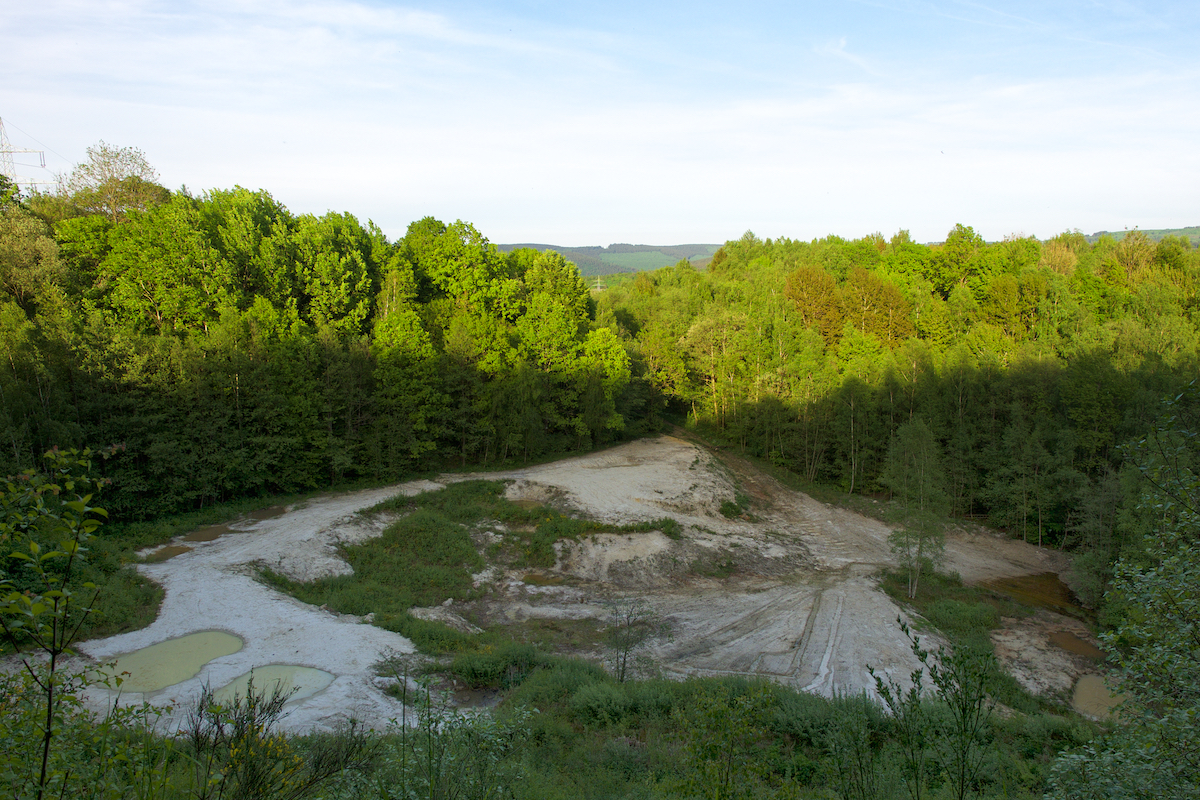
Naturschutzgebiet Galgenkopf

Das Naturschutzgebiet Galgenkopf liegt im Landkreis Altenkirchen (Westerwald) in Rheinland-Pfalz.
Das etwa 30 ha große Gebiet, das im Jahr 1984 unter Naturschutz gestellt wurde, erstreckt sich nordwestlich der Ortsgemeinde Friedewald. Am nördlichen Rand des Gebietes verläuft die Kreisstraße K 110 und unweit südwestlich die Landesstraße L 286.
Schutzzweck ist die Erhaltung der aufgelassenen Klebesandgrube mit ihren Wasser- und Flachwasserzonen und ihren Steilflächen.